# Borretsch (Gattung)
Borretsch (Borago) ist eine Pflanzengattung in der Familie der Raublattgewächse (Boraginaceae).

## Beschreibung

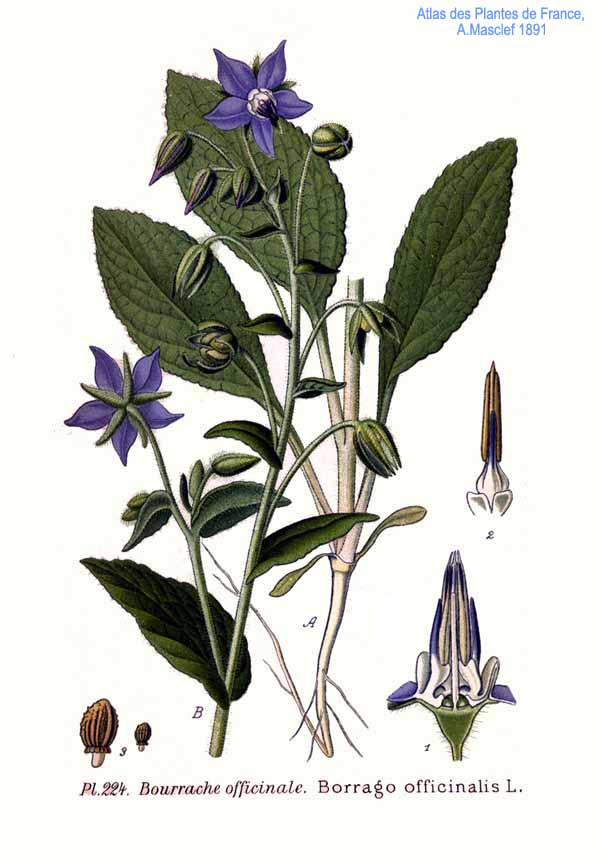
Illustration von Borretsch (Borago officinalis)

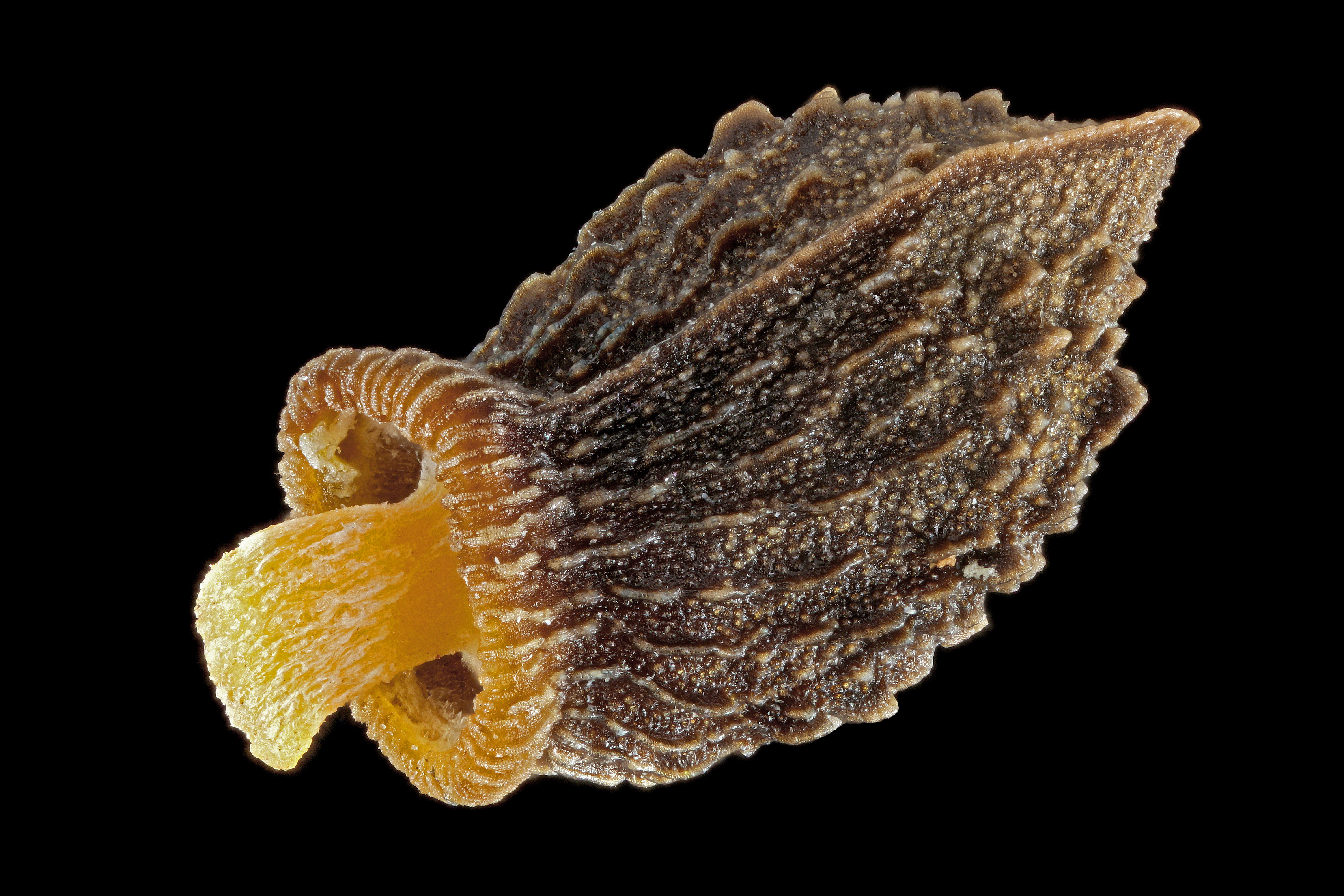
Klausen mit Elaiosom von Borretsch (Borago officinalis)

### Vegetative Merkmale
Die Borago-Arten sind einjährige oder ausdauernde krautige Pflanzen. Die oberirdischen Pflanzenteile sind borstig bis rau behaart. Die Stängel sind aufsteigend bis aufrecht.
Die wechselständig am Stängel angeordneten Laubblätter sind mehr oder weniger deutlich gestielt. Die einfachen Blattspreiten sind eiförmig bis verkehrt-lanzettlich.

### Generative Merkmale
Jeweils wenige gestielte Blüten sind locker über Tragblättern in endständigen, verzweigten Blütenständen angeordnet, die die Form von Wickeln aufweisen.
Die zwittrigen Blüten sind fünfzählig mit doppelter Blütenhülle. Die fünf Kelchblätter sind nur an ihrer Basis verwachsen und vergrößert sich nach der Anthese. Die blaue, rosafarbene oder weiße Krone ist radförmig ausgebreitet bis glockenförmig. Es ist höchstens eine kurze Kronröhre erkennbar. Die aufrechten Schlundschuppen sind kurz, kahl und ausgerandet, sie ragen aus der Krone heraus. Die Staubblätter überragen die Schlundschuppen deutlich und setzen fast am Grund der Krone an. Die Staubfäden haben am oberen Ende ein langes, schmales Anhängsel. Die Staubbeutel hängen anfangs um den Griffel herum zusammen und sind später frei. Der Griffel überragen die Schlundschuppen nicht und enden in einer kopfigen Narbe.
Die Fruchtstiele sind ausgebreitet bis hängend. Die Klausenfrucht zerfällt in vier mehr oder weniger aufrechte Teilfrüchte (Klausen), die gedrungen, verkehrt-eiförmig, gerade und unregelmäßig runzelig sind. Ihre Ansatzstelle ist konkav und von einem Ringwulst umgeben.

### Chromosomensätze
In der Gattung Borago wurden Chromosomengrundzahlen von x = 6, 8, 9 oder 15 gefunden. Es gibt drei Ploidiegrade basierend auf der Chromosomengrundzahl von x = 8.

## Blüten- und Ausbreitungsökologie
Blütenökologisch handelt es sich um Glockenblumen, die Nektar führen und einen Streukegel besitzen. Sie werden durch Bienen bestäubt.
Die Ausbreitung erfolgt durch Ameisen (Myrmekochorie).

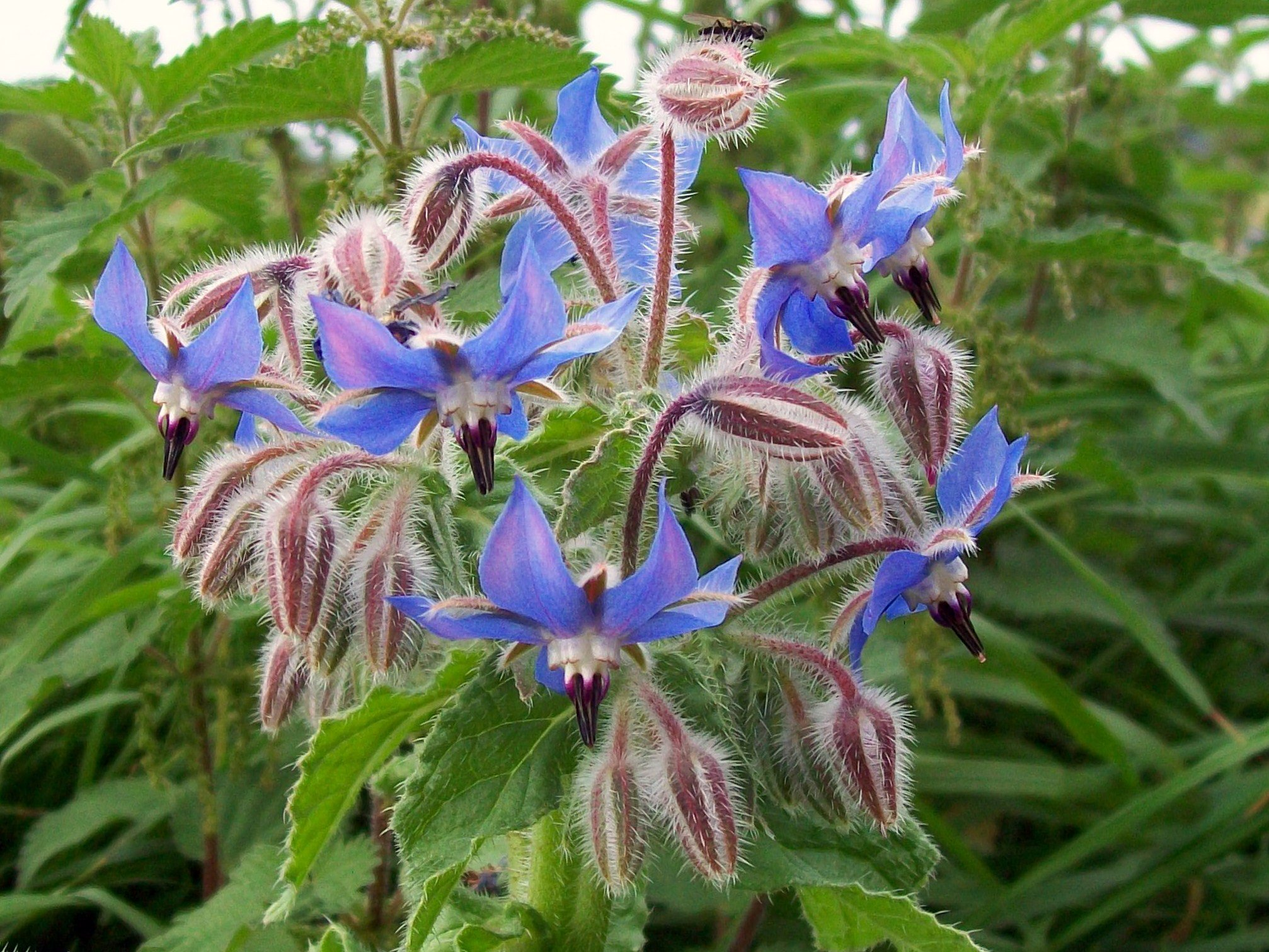
Borretsch (Borago officinalis)

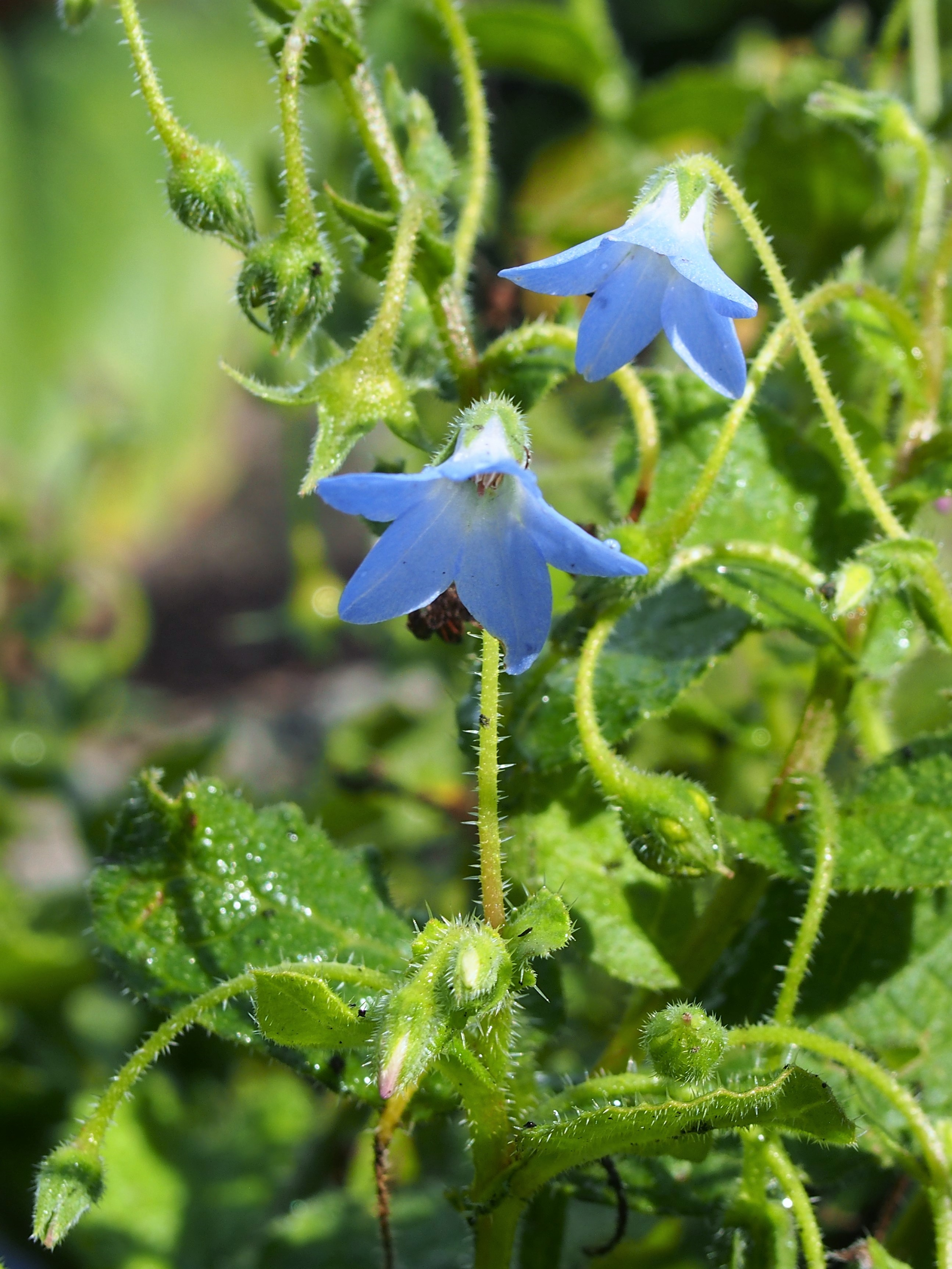
Borago pygmaea

## Systematik und Verbreitung

### Taxonomie
Die Gattung Borago wurde 1753 durch Carl von Linné in Species Plantarum, Tomus I., S. 137 aufgestellt.

### Äußere Systematik
Die Gattung Borago ist die Typusgattung der Tribus Boragineae, die zur Unterfamilie Boraginoideae innerhalb der Familie Boraginaceae gehört. Die Gattung Borago ist monophyletisch und die Schwestergruppe von Symphytum.

### Innere Systematik und Arten mit ihrer Verbreitung
Die Gattung Borago ist weitgehend auf den südwestlichen Mittelmeerraum beschränkt. Vier der fünf Arten kommen nur in Nordwest-Afrika, Korsika, Sardinien und am Toskanischen Archipel vor. Lediglich der Borretsch (Borago officinalis) wird sehr weit verbreitet kultiviert und kommt oft verwildert vor.
Die Gattung Borago enthält fünf Arten in zwei monophyletische Untergattungen:
- Untergattung Borago: Sie enthält drei Arten und zeichnet sich durch aufrechten Wuchs und blaue, radförmige Blüten aus.
  - Borretsch (Borago officinalis L.): Er ist in Nordafrika, Süd- sowie Osteuropa und in Westasien verbreitet.[1] In vielen Gebieten, beispielsweise in Mitteleuropa, ist er ein Neophyt.
  - Borago trabutii Maire: Sie ist ein Endemit des Hohen und Anti-Atlas in Marokko.[1][2]
  - Borago longifolia Poir.: Sie ist Endemit im nördlichen Algerien und Tunesien.[1][2]
- Untergattung Buglossites (Moris) Gusul.: Die nur zwei Arten sind beschränkt auf die Inseln Korsika, Sardinien und Capraia.[2] Diese beiden Arten sind niederliegend und haben helle, glockenförmige Blüten.
  - Borago pygmaea (DC.) Chater & Greuter (Syn.: Borago laxiflora (DC.) Fisch., Borago laxiflora Poir.): Sie kommt auf Korsika, Sardinien und auf der toskanischen Insel Capraia vor.[1][2][5]
  - Borago morisiana Bigazzi & Riccieri: Sie wurde 1992 erstbeschrieben. Sie kommt nur auf der kleinen Insel San Pietro südwestlich Sardiniens und an wenigen Fundorten auf der Hauptinsel Sardinien vor.[1][2]

## Namenserklärung
Der Name Borago leitet sich vom arabischen araq für Schweiß ab und bezieht sich auf die Verwendung als u. a. schweißtreibende Heilpflanze. Der Name ist mittellateinisch, er kommt von arabisch abū `āraq: Vater des Schweißes, Schwitzmittel, schweißtreibendes Mittel.